# Adhemarius globifer
Adhemarius globifer es una especie de polilla de la familia Sphingidae, fue descrita por Dyar en 1912, y se encuentra de México a Arizona del sur.
Los adultos probablemente vuelan en todas las épocas del año.